# Eilema pulvigera
Eilema pulvigera là một loài bướm đêm thuộc phân họ Arctiinae, họ Erebidae.